# نیو جیانفنگ
نیو جیانفنگ (انگلیسی: Niu Jianfeng؛ زادهٔ ۳ آوریل ۱۹۸۱) بازیکن تنیس روی میز زن اهل چین است.